# Staicele
Staicele (németül: Staizel) kisváros Lettországban.

## Fekvése
Staicele Lettország északi részén, a Salaca folyó partján, az észt határ mellett fekszik.

## Története
A Salaca folyón 1887-ben épült az első híd, amelynek hídfőjénél egyre többen telepedtek le. 1897-ben a híd közelében papírgyár létesült, és a papírgyári munkásoknak épült házakból alakult ki a település. 1913-ban a papírgyár saját vasúti szárnyvonalat épített Pāle településig.
Staicele a Rigai-öböl mentén elterülő, a 6-tól a 13. századig létező lív államnak, Metsepolenek
 a területére esik. Az itt élő lívek kezdeményezésére 1999. március 27-én nyitották meg a Pivālind Lív Kulturális és Információs Központ és Múzeumot. A „Pivālind” szó lív nyelven gólyát jelent, ami a városka címermotívuma.
Staicele 1992-ben kapott városi jogokat. A 2009-es közigazgatási reformig Lettország Limbaži járásához tartozott.

## Lakosság
Staicele össznépességének körülbelül 90%-a vallja magát lettnek.